# 洛山寺站
洛山寺站（：／ Naksansa yeok */?）曾为东海北部线上的一个车站，位于江原道襄阳郡，已于1950年6月28日废止。

## 历史
- 1937年12月1日：开始使用。
- 1950年6月28日：由于朝鲜战争爆发，停用本站。